# 龔大有
龔大有（1467年—1536年），字士謙，號澗松，直隸常州府武進縣人，軍籍，明朝政治人物、同進士出身。

## 生平
正德五年（1510年）庚午科應天府鄉試第八十一名。正德六年（1511年）辛未科進士。授廣平知縣，十一年十月选授南京浙江道監察御史，嘉靖十五年卒，年七十。

## 家族
曾祖父龔禮洪；祖父龔瑛；父親龔詵，貢士。母殷氏。永感下。